# Auto-élimination
L'auto-élimination désigne un mécanisme d'autocensure provoquant l'abandon de l'enseignement général secondaire et supérieure par les classes populaires. 
Ce mécanisme s'inscrit dans le phénomène sociologique de reproduction sociale introduit par Pierre Bourdieu. Il désigne la tendance des élèves issus de milieux modestes à quitter le système éducatif d'eux-mêmes et explique en partie la sous-représentation des classes populaires dans les études supérieures. Il s'oppose de ce fait à la méritocratie et à l'idéologie du don.

## Une auto-censure scolaire

### Une auto-censure des élèves les plus modestes
Cette auto-élimination est expliquée dans une étude d'Élise Huillery et Nina Guyon par un manque d'information des milieux populaires mais aussi d'écart d'ambition avec les élèves les plus favorisés liés aux stéréotypes sociaux intégrés par les élève de catégories populaires. 

Avec Jean-Claude Passeron, Pierre Bourdieu montre dans La Reproduction que les inégalités entre classes sont davantage causées par ce mécanisme que par l’échec scolaire:
« À réussite égale, les élèves des classes populaires ont plus de chances de s'éliminer de l'enseignement secondaire en renonçant à y entrer que de s'en éliminer une fois qu'ils y sont entrés et, a fortiori, que d'en être éliminés par la sanction expresse d'un échec à l'examen »
L’auto-élimination des classes populaires est, pour Pierre Bourdieu, un processus inconscient dû à une intériorisation des probabilités faibles de réussite qui entraine une certitude d'un échec inévitable. Il qualifie cette intériorisation inconsciente d’« amour du destin social » ou d'amor fati.
Pour Bourdieu, les classes populaires tendent à s'auto-éliminer de l'enseignement secondaire et supérieur par anticipation de l’échec et du fait de leur habitus de classe. Cet habitus définit la disposition et la propension de l'individu à une ambition scolaire plus ou moins grande.  

### Un système de filières multiples hiérarchisé
L'auto-exclusion des classes populaires du système éducatif se fait également par le passage en filière professionnelle possédant un moindre prestige que la filière générale et étant ainsi jugée plus accessible. Les élèves les plus modestes sont plus susceptibles de s'orienter vers la voie professionnelle. L'expression « voie de garage », est parfois utilisée, péjorativement. Elle désigne une voie professionnelle choisie par dépit et qui aurait des débouchés limités.
Rutger Bregman explique cette orientation professionnelle dans son livre Utopies Réalistes par une « largeur de bande mentale » des classes populaires ne permettant qu'une vision à court terme. Il explique que du fait de leur situation précaire, ils ne sont pas dans une position favorable à envisager le long terme à cause des problèmes, notamment financiers, à l'instantané. L'enseignement professionnel et la sortie du système scolaire sont privilégiés afin d'obtenir un revenu au plus vite.   

### Censure Collective de Chantal Jaquet
Chantal Jaquet évoque trois « diatribes » favorisant l'auto-censure des milieux populaires vis-à-vis de l’enseignement supérieur.
Premièrement, la diatribe contre l'illusion. Chantal Jaquet parle d'un certain défaitisme chez les classes populaires. L'idée d’ascension sociale n'étant pas jugée réaliste et donc considérée vaine. La formule « Ce n’est pas fait pour nous » quand on parle de l'école illustre, selon elle, la vision manichéenne qu'a le milieu populaire de la société en séparant entre le « nous » et le « eux » et en s'en différenciant. Accéder à une classe supérieure leur parait utopique, puisque selon eux, « ils ne sont pas pareils à nous ».

Secondement, la diatribe contre la trahison : l’ascension sociale est vue comme une rupture avec son milieu d'origine et les transclasses peuvent être considérés comme des traitres. Pour Chantal Jaquet, cette peur du parjure favorise l'auto-censure des classes populaires ne voulant ni renier ni être reniées par leur milieu d'origine. Annie Ernaux évoque cet aspect dans son livre La Place et cite Jean Genet dans son prologue : 
« Je hasarde une explication: écrire, c’est le dernier recours quand on a trahi. »
Enfin, la diatribe contre la prétention. Les milieux populaires prêtent aux transfuges de classe une suffisance mal perçue. Cette mauvaise considération et ce rejet contribuent à cette auto-censure populaire.

## Une sous-représentation des classes populaires
|                                     | Élèves de collège en 2002-2003 | Bacheliers de 2008 | Ensemble de ceux qui poursuivent dans le supérieur | Sortis sans diplôme de l'enseignement supérieur | BAC +2 | BAC +3/4 | BAC +5 | BAC +6 ou Médecine |
| ----------------------------------- | ------------------------------ | ------------------ | -------------------------------------------------- | ----------------------------------------------- | ------ | -------- | ------ | ------------------ |
| Agriculteurs                        | 3                              | 2,6                | 2,6                                                | 1,9                                             | 2,9    | 2,8      | 2,9    | 1,0                |
| Artisans, Commerçants               | 10                             | 8,2                | 7,7                                                | 9,3                                             | 8,1    | 8,7      | 6,4    | 2,2                |
| Cadres Supérieurs                   | 17                             | 33,0               | 36,4                                               | 24,5                                            | 21,6   | 30,5     | 52,1   | 73,2               |
| Professions Intermédiaires          | 20                             | 23,9               | 24,1                                               | 24,2                                            | 24,8   | 28,1     | 21,7   | 12,9               |
| Ouvriers et Employés                | 49                             | 30,8               | 27,6                                               | 37,0                                            | 40,8   | 28,5     | 16,1   | 10,1               |
| Inactifs                            | 1                              | 1,6                | 1,6                                                | 1,6                                             | 3,1    | 1,9      | 1,5    | 0,6                |
| Ensemble                            | 100                            | 100                | 100                                                | 100                                             | 100    | 100      | 100    | 100                |
| Rapport Cadres/Ouvriers et Employés | 0,3                            | 1,1                | 1,3                                                | 0,7                                             | 0,5    | 1,1      | 3,2    | 7,3                |

L'auto-élimination provoque une auto-censure des classes populaires qui accèdent en moindre nombre aux études secondaires et supérieures que le reste de la population. Cette sous-représentation participe à favoriser la reproduction sociale en empêchant inconsciemment leur accès à toute mobilité sociale.